# Poicephalus crassus
Il pappagallo niam niam (Poicephalus crassus) è un uccello della famiglia degli Psittacidi. Affine al P. senegalus, il P. crassus è una specie poco nota e poco studiata; vive in una piccola area dell'Africa centrale, tra Camerun e Sudan, e si diversifica dal P. senegalus per il cappuccio grigio più chiaro, sfumato in giallognolo ed esteso fino al petto, per la colorazione verde chiaro e non gialla delle parti ventrali e per la colorazione dell'iride rossa. Sembra che viva nelle savane e sulle montagne a foresta non troppo fitta, fino ai 1000 metri di quota. In cattività è quasi sconosciuto.